# Vinnie Pestano
Vincent William Pestano (né le 20 février 1985 à Huntington Beach, Californie, États-Unis) est un ancien lanceur de relève droitier de la Ligue majeure de baseball.

## Carrière

### Indians de Cleveland
Après des études secondaires à la Canyon High School High School de Anaheim (Californie), Vinnie Pestano suit des études supérieures à l'Université d'État de Californie à Fullerton où il porte les couleurs des Titans de Cal State Fullerton de 2004 à 2006. Il subit une opération chirurgicale au coude en mai 2006. 
Il est repêché le 6 juin 2006 par les Indians de Cleveland au 20e tour de sélection. 
Pestano passe quatre saisons en ligues mineures au sein de l'organisation des Indians avec les Columbus Clippers, les Akron Aeros, les Mahoning Valley Scrappers, les Lake County Captains et les Kinston Indians. 
Vinnie Pestano fait ses débuts en majeure le 23 septembre 2010 à Cleveland face aux Royals de Kansas City, alors qu'il lance une manche en relève. Le 26 septembre, toujours contre les Royals, il passe une manche au monticule pour enregistrer son premier sauvetage en carrière dans une victoire de 5-3 des Indians.
Pestano est présent dans l'effectif actif des Indians au début de la saison 2011. 
Il maintient une excellente moyenne de points mérités de 2,32 en 67 matchs en 2011. En 62 manches passées au monticule, il enregistre 84 retraits sur des prises. Il remporte sa première victoire dans les majeures le 20 mai sur les Reds de Cincinnati. C'est sa seule victoire de la saison et ses deux autres décisions sont des défaites.

### Angels de Los Angeles
Le 7 août 2014, Cleveland échange Vinnie Pestano aux Angels de Los Angeles contre un lanceur droitier des ligues mineures, Mike Clevinger.
Sa moyenne de points mérités se chiffre à 3,38 en 21 manches et un tiers lancées pour les Angels en 2014 et 2015.

## Statistiques
| Saison | Équipe    | G | GS | CG | SHO | V | D | SV | IP  | SO | ERA  |
| ------ | --------- | - | -- | -- | --- | - | - | -- | --- | -- | ---- |
| 2010   | Cleveland | 5 | 0  | 0  | 0   | 0 | 0 | 1  | 5.0 | 8  | 3,60 |
| Totaux | Totaux    | 5 | 0  | 0  | 0   | 0 | 0 | 1  | 5.0 | 8  | 3,60 |

Note : G = Matches joués ; GS = Matches comme lanceur partant ; CG = Matches complets ; SHO = Blanchissages ; 
V = Victoires ; D = Défaites ; SV = Sauvetages ; IP = Manches lancées ; SO = Retraits sur des prises ; ERA = Moyenne de points mérités.